# You Me at Six
Gli You Me at Six sono un gruppo musicale britannico proveniente da Weybridge, Surrey e formatosi nel 2004. L'attuale formazione è composta da Josh Franceschi (voce), Max Helyer (chitarra ritmica e seconda voce), Chris Miller (chitarra solista), Matt Barnes (basso) e Dan Flint (batteria).
La band ha raggiunto la fama nel 2007 con il successo del loro album di debutto, Take Off Your Colours, che include i singoli Save It for the Bedroom, Finders Keepers e Kiss and Tell. Questi ultimi due hanno raggiunto rispettivamente la 33ª e 42ª nella Official Singles Chart. L'11 gennaio 2010 la band ha pubblicato il suo secondo album, intitolato, Hold Me Down, che ha raggiunto la 5ª posizione nella Official Albums Chart. Nel 2011 è stato pubblicato il terzo album Sinners Never Sleep, seguito nel 2014 dal quarto album Cavalier Youth, il primo a raggiungere il primo posto nella classifica britannica trascinato dal successo del singolo Lived a Lie.

## Storia del gruppo

### Gli inizi e il primo album (2004-2009)
Formatisi nel 2004, gli You Me at Six sono rimasti nell'ombra per circa due anni. Nel corso di un'intervista con Sam Darcy, il bassista Matt Barnes dichiarò che il gruppo aveva iniziato a viaggiare su un Megabus, per tutto il Regno Unito per assicurarsi tutte le loro prime serate. Il loro primo lavoro fu un EP di cinque canzoni intitolato, "We Know What It's Like to Be Alone", pubblicato nel 2006. Nel 2007 hanno poi prodotto un altro EP di quattro canzoni : The Rumour, Gossip, Noises e This Turbulence Is Beautiful. Per tutto il 2006 hanno suonato in diversi locali e in luoghi d'incontro più modesti, come al Backline Studios in Guildford e al Facebar in Reading, grandi edifici dotati di locali di supporto. Successivamente nel 2007 iniziarono a suonare in luoghi più grandi. Uno dei più importanti passi in avanti giunse quando, nel 2007, suonarono al Camden Underworld, e più tardi, allo Slam Dunk Festival. Nel 2008 pubblicano il loro album di debutto, Take Off Your Colours, che raggiunge la 25ª posizione della Official Albums Chart.
Nel 2008 vengono nominati "Best British Band", mentre nel 2009 parteciparono alla manifestazione annuale dei Kerrang! Awards, senza tuttavia trionfare in nessuna delle due occasioni.

### Hold Me Down(2010)
L'11 novembre 2009, tramite il suo account su Twitter, Josh Franceschi ha annunciato il loro secondo album, poi pubblicato nei primi giorni del gennaio 2010. Il sito AbsolutePunk.net ha più tardi ha annunciato che l'album sarebbe stato intitolato, Hold Me Down, per essere distribuito, a partire dall'11 gennaio 2010 dalla Virgin Records. La band ha poi annunciato che a breve avrebbero realizzato il brano, The Consequence, disponibile dal loro sito ufficiale in formato free digital download. L'album venne registrato nella città di Reading, come per il primo album. L'album raggiunse la 5ª posizione nella Official Albums Chart.
Il 28 gennaio 2010,  la band ha annunciato la realizzazione di un pieces esclusiva per iTunes, pieces che include il primo singolo del loro nuovo album, Hold Me Down, Underdog. L'EP digitale contiene anche una versione acustica delle tracce, e una nuova b-side intitolata, Fact-tastic che rappresenta i sentimenti della band riguardo l'atteggiamento di alcuni perdenti, facilmente influenzati dai forum sulle band, con particolare riferimento al famoso sito Punktastic.com.
Nel 2010, gli You Me At Six hanno dato inizio ad un nuovo tour, suonando a Kingston per uno show, per supportare il loro nuovo album, Hold Me Down dell'11 gennaio 2010. Hanno suonato per tre date, includendo anche un HMV instore, ed un evento HMV che promuoveva la nuova musica inglese presso il Relentless Garage London. La band ha poi annunciato che avrebbero suonato in diversi festival tra cui il Punkspring in Giappone, e al Vans Warped Tour. Nel corso del Soundwave avrebbero supportato il gruppo musicale statunitense dei Paramore. Hanno poi completato il loro terzo "tutto esaurito" in supporto al loro secondo album, Hold Me Down. Hanno preso parte a date esclusive, grazie a Sean Smith ed Elissa Franceschi. A Belfast, Matt disse al GiggingNI.com come era stato "entusiasmante vedere quanto fossero cresciuti dopo un anno e mezzo".
Nell'agosto 2010 la band parteciperà con una performance sul palco principale al Leeds and Reading festivals. La band viene inoltre menzionata per le loro serate a Manchester, Leeds, Southampton, Nottingham, Norwich, Londra, Glasgow, e Belfast, un tour per tutti la Gran Bretagna, avviato nel dicembre 2010. Durante la serata di Glasgow è stata menzionata anche una possibile data ad Edimburgo.
Il 18 maggio 2010, gli You me at six sono stati, per la seconda volta, ospiti del Live Lunge BBC Radio One's, presentati da Fearne Cotton. Oltre all'intervista, hanno suonato, Liquid Confidence, e reinterpretando una canzone di Ellie Goulding, Starry Eyed, trasmesse nello studio dal vivo.
Nel dicembre 2010 conclusero la promozione del loro secondo album, per diverse città del Regno Unito, supportati dal gruppo musicale statunitense dei Set Your Goals, The Blackout e Canterbury, con l'Hold Me Down Tour Pt. 2.

### Sinners Never Sleep(2011-2013)
Nell'agosto 2011 la band rivela il titolo, la cover e la tracklist del loro nuovo album, Sinners Never Sleep, successivamente pubblicato il 3 ottobre nel Regno Unito, Australia, e Nuova Zelanda, ottenendo un discreto successo specialmente nel Regno Unito, dove raggiunge la terza posizione in classifica. L'album viene anticipato dal singolo, Loverboy.
Nel dicembre 2011 venne pubblicato il secondo singolo estratto dall'album, Bite My Tongue, realizzato con il cantante dei Bring Me the Horizon, Oliver Sykes. Nel marzo 2012 viene pubblicato come singolo l'inedito The Swarm, realizzato per un'attrazione del Thorpe Park a Chertsey, diventando il primo singolo pubblicato in promozione di una montagna russa.
Nell'aprile 2012 esce il terzo singolo estratto da Sinners Never Sleep, intitolato No One Does It Better e contenente, oltre al brano omonimo, anche le B-side Over Us e Retain.
Il 25 marzo 2013 viene pubblicato il primo album dal vivo del gruppo, intitolato The Final Night of Sin at Wembley Arena.

### Cavalier Youth(2014-2017)
Il quarto album in studio della band, Cavalier Youth, esce nel gennaio 2014, debuttando direttamente al primo posto della UK Albums Chart, anche grazie al successo del singolo di lancio, Lived a Lie, che, nel 2013 raggiunge la 11ª posizione della Official Singles Chart e il primo posto della Official Rock & Metal Chart, classifica in cui ottiene lo stesso risultato anche il successivo singolo, Fresh Start Fever.

## Formazione

### Formazione attuale
- Josh Franceschi – voce (2004-presente)
- Chris Miller – chitarra solista (2004-presente)
- Max Helyer – chitarra ritmica, voce secondaria (2004-presente)
- Matt Barnes – basso (2004-presente)
- Dan Flint – batteria, percussioni (2006-presente)

### Ex componenti
- Joe Phillips – batteria, percussioni (2004-2007)

### Turnisti
- Luke Rendell – chitarra, cori (2008–presente)
- Emma Faye – tastiere (2018–presente)

## Discografia
Album in studio
- 2008 – Take Off Your Colours
- 2010 – Hold Me Down
- 2011 – Sinners Never Sleep
- 2014 – Cavalier Youth
- 2017 – Night People
- 2018 – VI
- 2021 – SUCKAPUNCH
- 2023 – Truth Decay